# Benton Township (comté de Taylor, Iowa)
Pour les articles homonymes, voir Benton Township.
Benton Township est un township du comté de Taylor en Iowa, aux États-Unis,.
Il est fondé en 1851.

### Source de la traduction
- (en) Cet article est partiellement ou en totalité issu de l’article de Wikipédia en anglais intitulé « Benton Township, Taylor County, Iowa » (voir la liste des auteurs).